# J. C. R. Licklider
Joseph Carl Robnett Licklider (11 de març de 1915 - 26 de juny de 1990), conegut com a J.C.R o "Lick", va ser un informàtic considerat una de les figures més importants en la ciència computacional i en la història de la informàtica. Va ser un dels primers que va preveure la computació interactiva moderna i la seva aplicació a tota classe d'activitats. Pioner d'Internet, amb una visió futurible d'una xarxa d'ordinadors mundials molt abans que fos dissenyada. Per fer-ho possible va obtenir fons que van conduir en gran part, a l'actual interfície gràfica d'usuari, i ARPANET, l'antecessor directe d'Internet.
Ha sigut anomenat com el "Johnny Applessed de la computació", per haver contribuït en les primeres aportacions de la informàtica en l'era digital. Robert Taylor, fundador del Laboratori de Ciència Informàtica de Xeroc Parc i del Centre d'Investigació de Sistemes de Digital Equipment Corporation, va senyalar que "la major part dels avenços significatius en tecnologia informàtica -incloent el treball que va fer el grup Xerox PARC- eren simplement extrapolacions de la visió de Lick. No eren realment les seves noves visions. Ell era realment el predecessor de tot això".
Aquesta cita de la seva biografia completa, The Dream Machine, dona una certa sensació del seu impacte:
| « | Més d'una dècada passarà abans de la sortida dels ordinadors personals dels garatges de Silicon Valley, i trenta anys després l'explosió d'Internet als anys 90. La paraula computadora encara tenia un to sinistre, donant una imatge de dispositiu enorme, intimidant, ocult en un soterrani amb aire condicionat, processant sense treva les targetes perforades de llargues instruccions. Tanmateix, assegut en una oficina indescriptible de McNAMARA al Pentàgon, un lloc tranquil... civil, està planejant la revolució que canviarà per sempre la manera en què es perceben les computadores. D'alguna manera, l'ocupant d'aquesta oficina, ha vist un futur en el qual les computadores ajudaran a les persones, en comptes de forçar-les a una conformitat. Ell està convençut que les computadores no només són màquines per calcular: són eines que serviran com nous mitjans d'expressió, inspiració a la creativitat i entrades un món extens on la informació està en línia. | » |

## Biografia
Licklider va néixer l'11 de març de 1915, a Saint Louis (Missouri) als EUA Era fill únic de Joseph Parron Licklider, un ministre baptista, i de Margaret Robnett Licklider. Va mostrar un talent d'enginyeria ben aviat, fent aeromodelisme. Va continuar amb la seva afició en la restauració d'automòbils al llarg de la seva vida. Va estudiar a la Universitat Washington a Saint Louis, on es va llicenciar en lletres el 1937, es va especialitzar en física, matemàtiques i psicologia, i es va llicenciar en psicologia al 1938. Va obtenir un doctorat en psicoacústica en la Universitat de Rochester el 1942, i va treballar en el Laboratori de Psico-Acústica a la Universitat Harvard des de 1943 fins al 1950.
Es va interessar per la tecnologia de la informació i es va traslladar al MIT el 1950 com a professor, on va ocupar el càrrec en un comitè que va establir el Laboratori Lincoln del MIT i va establir un programa de psicologia per estudiants d'enginyeria.
El 1957 va rebre el Premi Franklin V. Taylor, de la Societat de Psicòlegs d'Enginyeria. El 1958, va ser escollit President de la Societat Acústica d'Amèrica i al 1990 va rebre el Premi Commonwealth per Servei Distingit.
En 1957, es va convertir en vicepresident de Bolt Beranek i Newman, Inc., on es va comprar la primera producció de PDP-1 i l'equip va dur a terme la primera demostració pública a temps compartit.
Durant l'octubre de 1962, Licklider va ser nomenat director de l'Oficina de Tècniques de Processament de la informació (IPTO) a ARPA, a l'Agència d'Investigacions de Projectes Avançats de Defensa dels Estats Units.
El 1963 va ser nomenat Director de Ciències del Comportament a ARPA. A l'abril d'aquest mateix any, va enviar un memoràndum als seus companys en el qual va desafiar el fet d'establir una xarxa de repartiment del temps en els ordinadors amb software de l'època. La seva visió va portar a ARPANET, el precursor de l'actual Internet.
El 1968, J.C.R Licklider va ser nomenat director de Projecte MAC al MIT i professor del departament d'Enginyeria Elèctrica. En el projecte MAC, s'havia produït la primera computadora de temps compartit, CTSS i un dels primers muntatges en la línia del desenvolupament de Multics (treball que es va iniciar el 1964). Multics va servir d'inspiració per alguns dels elements del sistema operatiu Unix desenvolupat als laboratoris Bell per Ken Thompson i Dennis Ritchie al 1970.
Es va retirar i es va converitr en profesor il·lustre el 1985. Va morir el 1990 a Arlington (Massachusetts).

## Treballs

### Psicoacústica
En el camp de la psicoacústica, Licklider és més recordat per la seva teoria de la percepció del to Duplex el 1951, presentada en un article que ha sigut citat centenars de vegades, va ser reproduït en un llibre, i va formar la base pels models moderns de percepció d'alçada.

### Sistema gràfic de les Forces Aèries dels EUA
Va treballar en el projecte Sistema gràfic de les Forces aèries americanes durant la Guerra Freda (més conegut com a "SAGE"). El projecte va ser dissenyat per crear un sistema de defensa antiaèria assistit per ordinador.
El sistema SAGE incloïa ordinadors que recollien i presentaven dades a un operador humà, que després triaria la resposta adequada. Licklider va treballar com a expert en factors humans, cosa que el va ajudar a convèncer-lo del gran potencial de les interfícies home/ordinador.

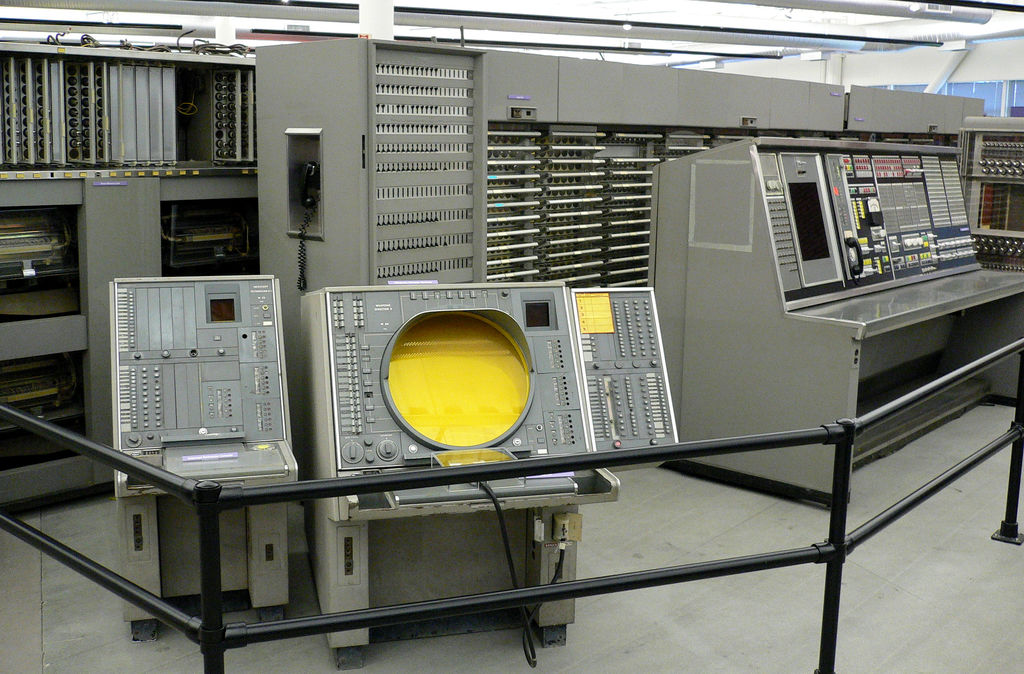
Un terminal SAGE (Semi-Automatic Ground Enviroment)

### Tecnologia de la informació
Licklider es va interessar en la tecnologia de la informació al principi de la seva carrera. De la mateixa manera que Vannevar Bush, J.C.R.Licklider va contribuir al desenvolupament d'idees del que està format Internet. Es va preveure la necessitat d'equips connectats a una xarxa amb interfícies simples. Són idees seves la computació gràfica, apuntar i fer "click" en interfícies, les biblioteques digitals, el comerç electrònic, les activitats bancàries en línia, i el software ubicat en una xarxa i la seva migració on sigui necessari.
Licklider va ser fonamental en la concepció, finançament i gestió de la investigació que va conduir a les computadores personals i Internet. El seu article seminal sobre la simbiosi home-ordinador anunciava la computació interactiva i va passar a finançar els esforços dels primers en el repartiment del temps i el desenvolupament d'aplicacions, sobretot l'obra de Douglas Engelbart, que va fundar el Centre de Recerca en Augment a l'Institut d'Investigació de Stanford i va crear el famós sistema en línia, on el ratolí de l'ordinador va ser creat.

### Projecte MAC
Durant els seus anys de direcció a l'IPTO, va concedir finançament per desenvolupar el Projecte MAC al MIT, una computadora central de grans dimensions que va ser dissenyada per compartir fins a 30 usuaris simultanis, cada un assegut en una màquina d'escriure, per separat. També va concedir finançament a projectes similars a la Universitat Stanford, UCLA, UC Berkeley i la Corporació del Desenvolupament de Sistemes.

### Xarxa informàtica mundial
Licklider va tenir un paper fonamental en la concepció i finançament de les xarxes d'investigació, sobretot a ARPANET. Va formular les primeres idees d'una xarxa informàtica mundial a l'agost del 1962 a BBN, en una sèrie de notes que discutien el concepte de "xarxa d'ordinadors intergalàctica". Aquestes idees van contenir el que coneixem actualment com Internet, incloent-hi el que anomenem computació al núvol. Licklider va haver de convèncer a Ivan Sutherland, Bob Taylor i Lawrence G. Roberts perquè aquest important concepte pogués abastir totes les xarxes de computació.
El 1967, Licklider va presentar el document "Televistas: Looking forward through later windows" a la Comissió Carnegie sobre televisió educativa. Aquest article descriu una sortida radical del model de televisió "broadcast". En canvi, Licklider defensa una xarxa de comunicacions bidireccionals. La Comissió Carnegie va donar lloc a la creació de la Corporació per a la Radiodifusió Pública. Tot i que l'informe de la Comissió explica que "el document del doctor Licklider es va completar després que la Comissió hagués formulat les seves pròpies conclusions", el president Johnson va dir en la signatura de la Llei de radiodifusió pública de 1967: "Per tant, crec que hem de considerar noves maneres de construir un gran xarxa per al coneixement —no només un sistema de difusió, sinó que utilitza tots els mitjans d'enviament i emmagatzematge d'informació que l'individu pot utilitzar ».
El seu article de 1968, The Computer as a Communication Device, il·lustra la seva visió de les aplicacions de xarxa i prediu l'ús de xarxes d'ordinadors per donar suport a comunitats d'interès comú i col·laboració sense tenir en compte la ubicació.

### Simbiosi home-ordinador
Al 1960, Licklider va escriure el seu famós article Simbiosi home-ordinador, on indicava la necessitat de simplificar la interacció entre els ordinadors i els seus usuaris. Licklider s'ha acreditat com un dels pioners de la cibernètica i la intel·ligència artificial (IA). A diferència de molts altres practicants de la intel·ligència artificial, Licklider no va pensar que els homes serien reemplaçats per éssers basats en ordinadors. Com va escriure en aquest article: "Els homes es marcaran els objectius, formularan la hipòtesi, determinaran els criteris i realitzaran les avaluacions. Els ordinadors que han de fer treball rutinari han d'estar preparats per introduir i prendre decisions de caràcter científic i tècnic."

## Publicacions
Licklider va escriure diferents articles i llibres:
- 1942. An Electrical Investigation of Frequency-Localization in the Auditory Cortex of the Cat. Tesis de la Universitat de Rochester.
- 1965. Libraries of the future. Cambridge, Massachusetts, M.I.T. Premsa

Articles:
- 1960. "Man-Computer Symbiosis" En: Transactions on Human Factors in Electronics, volumen HFE-1, pàgines 4-11- març de 1960, en anglès
- 1965."Man -Computer Partnership". In: International Science and Technology, maig 1965.
- 1967. "Televistas: Looking ahead through side windows"
- 1968. "The computer as a Communication Device" In: Science and Technology. Abril de 1968, en anglès.